# جاري سترتش
جاري سترتش (بالإنجليزية: Gary Stretch)‏ هو منتج أفلام وملاكم وعارض وممثل بريطاني، ولد في 4 نوفمبر 1968 في المملكة المتحدة.

## أعمال

### أفلام
- (2004) الإسكندر
- (2006) مركز التجارة العالمي[6]

## وصلات خارجية
- جاري سترتش على موقع بوكس ريك (الإنجليزية) (registration required)

- جاري سترتش على موقع IMDb (الإنجليزية)
- جاري سترتش على موقع ألو سيني (الفرنسية)
- جاري سترتش على موقع أول موفي (الإنجليزية)
- جاري سترتش على موقع قاعدة بيانات الأفلام السويدية (السويدية)
- جاري سترتش على موقع قاعدة بيانات الفيلم (الإنجليزية)
- جاري سترتش على موقع كينوبويسك (الروسية)